# Фарнух
Фарнух (на старогръцки: Φαρνούχης, Φαρνούχoς, Pharnuches) е персийски преводач и придружител на Александър Велики през 4 век пр.н.е. Според Ариан е роден ликиец, вероятно от персийски произход.
По време на похода на Александър в Азия, Фарнух по неизвестни пътища успява да влезе в свитата на Александър.
Понеже той знае езиците на локалните народи от провинциите Согдиана и Бактрия, Александър го изпраща през лятото 329 пр.н.е. като командир на войска против опасния противник Спитамен. Те са нападнати от неговата скитска конница при пресичането на река Политиметос (Зарафшан) и разгромени; падат убити повече от 2000 мъже. Не е известно дали Фарнух остава жив или пада убит при битката. Според Ариан в битката остават живи 40 кавалеристи и 300 пехотинци, а според Курций Руф оживяват 500 кавалеристи и 1000 инфантеристи.
Битката при Политиметос е единствената военна загуба през Азиатския поход на Александър. За пръв и последен път Александър доверява военното командване на един ориенталец.
Фарнух има един син Багой (Багоас), който е 325 пр.н.е. hetairos на царя и един от триерархите на Индус флотата. (Не е ясно дали Багоас е идентичен с любимеца на Александър Велики със същото име).